# Radostín (okres Havlíčkův Brod)
Radostín (německy Radostin) je obec v okrese Havlíčkův Brod v Kraji Vysočina. Žije zde 146 obyvatel.

## Historie
První písemná zmínka o obci pochází z roku 1591.
V letech 2006–2010 působil jako starosta Václav Červený, od roku 2010 tuto funkci zastává Petr Zadina.
| Rok            | 1869 | 1880 | 1890 | 1900 | 1910 | 1921 | 1930 | 1950 | 1961 | 1970 | 1980 | 1991 | 2001 |
| Počet obyvatel | 157  | 165  | 154  | 185  | 168  | 181  | 238  | 199  | 215  | 192  | 179  | 158  | 152  |

## Pamětihodnosti
- Silniční sloup – brzdový kámen, také zvaný Čuba, jedna z nejstarších dopravních značek na území České republiky. Označuje místo, kde bylo potřeba začít brzdit vůz, protože začínalo prudké a dlouhé klesání. Sloup býval obarven bílou barvou a značka brzdy (právě ona "čuba") byla nabarvena černě, aby byla vidět z velké vzdálenosti.
- Krucifix v polích